# Edvin Kurtulus
Edvin Kurtulus (Halmstad, 5 marzo 2000) è un calciatore svedese con cittadinanza kosovara, difensore del Ludogorec.

## Biografia
Nato in Svezia da una famiglia di origini kosovare, ha radici anche in Turchia: suo nonno paterno, emigrato dal Kosovo verso la Turchia, adottò il cognome “Kurtuluş” in seguito a una legge turca sui cognomi. Successivamente si trasferì in Svezia, dove nacque il padre di Edvin. Anche i suoi due fratelli minori Bleon ed Egon sono calciatori professionisti.

## Carriera

### Club
Svolge tutta la trafila del settore giovanile nell'Halmstad, il principale club della sua città natale.
Debutta in prima squadra il 5 maggio 2019 in occasione dell'incontro di Superettan perso 1-0 contro l'Öster. In quella stagione totalizza 11 presenze in campionato, di cui 10 da titolare. L'anno seguente gioca invece 18 partite in un campionato che vede l'Halmstad risalire in Allsvenskan, la massima serie del calcio svedese.
Il 12 agosto 2021, a campionato in corso, l'Hammarby annuncia un accordo triennale con Kurtulus valido però solo a partire dal successivo mese di gennaio, una volta terminata la stagione con l'Halmstad (la quale finisce con un terzultimo posto in classifica e la retrocessione in Superettan dopo gli spareggi contro l'Helsingborg).
Nel gennaio del 2022, Kurtulus si aggrega dunque a tutti gli effetti all'Hammarby.

### Nazionale
Dopo avere giocato per l'Under-21 del Kosovo, nel 2022 opta per rappresentare la Svezia, con cui esordisce in nazionale maggiore il 9 giugno 2022 nella sconfitta per 0-1 in Nations League contro la Serbia.

## Statistiche

### Presenze e reti nei club
Statistiche aggiornate 4 maggio 2024.
| Stagione        | Squadra         | Campionato      | Campionato | Campionato | Coppa nazionale | Coppa nazionale | Coppa nazionale | Coppe europee | Coppe europee | Coppe europee | Altre coppe | Altre coppe | Altre coppe | Totale | Totale |
| Stagione        | Squadra         | Comp            | Pres       | Reti       | Comp            | Pres            | Reti            | Comp          | Pres          | Reti          | Comp        | Pres        | Reti        | Pres   | Reti   |
| --------------- | --------------- | --------------- | ---------- | ---------- | --------------- | --------------- | --------------- | ------------- | ------------- | ------------- | ----------- | ----------- | ----------- | ------ | ------ |
| 2019            | Halmstad        | S1              | 11         | 0          | CS              | 4               | 0               | -             | -             | -             | -           | -           | -           | 15     | 0      |
| 2020            | Halmstad        | S1              | 18         | 1          | CS              | 1               | 0               | -             | -             | -             | -           | -           | -           | 19     | 1      |
| 2021            | Halmstad        | A               | 29+2       | 0          | CS              | 1               | 0               | -             | -             | -             | -           | -           | -           | 32     | 0      |
| Totale Halmstad | Totale Halmstad | Totale Halmstad | 58+2       | 1+0        |                 | 6               | 0               |               | -             | -             |             | -           | -           | 66     | 1      |
| 2022            | Hammarby        | A               | 27         | 2          | CS              | 5               | 0               | -             | -             | -             | -           | -           | -           | 32     | 2      |
| 2023            | Hammarby        | A               | 27         | 0          | CS              | 5               | 1               | -             | -             | -             | -           | -           | -           | 32     | 1      |
| 2024            | Hammarby        | A               | 12         | 1          | CS              | 1               | 0               | UECL          | 1             | 0             | -           | -           | -           | 14     | 1      |
| Totale Hammarby | Totale Hammarby | Totale Hammarby | 66         | 3          |                 | 11              | 1               |               | 1             | 0             |             | -           | -           | 78     | 4      |
| 2024-2025       | Ludogorec       | PFL             | 26         | 0          | CB              | 6               | 1               | UCL+UEL       | 2+6           | 0+0           | SB          | 1           | 0           | 41     | 1      |
| Totale carriera | Totale carriera | Totale carriera | 152        | 4          |                 | 23              | 2               |               | 9             | 0             |             | 1           | 0           | 185    | 6      |

### Cronologia presenze e reti in nazionale
| Cronologia completa delle presenze e delle reti in nazionale ― Svezia | Cronologia completa delle presenze e delle reti in nazionale ― Svezia | Cronologia completa delle presenze e delle reti in nazionale ― Svezia | Cronologia completa delle presenze e delle reti in nazionale ― Svezia | Cronologia completa delle presenze e delle reti in nazionale ― Svezia | Cronologia completa delle presenze e delle reti in nazionale ― Svezia | Cronologia completa delle presenze e delle reti in nazionale ― Svezia | Cronologia completa delle presenze e delle reti in nazionale ― Svezia |
| Data                                                                  | Città                                                                 | In casa                                                               | Risultato                                                             | Ospiti                                                                | Competizione                                                          | Reti                                                                  | Note                                                                  |
| --------------------------------------------------------------------- | --------------------------------------------------------------------- | --------------------------------------------------------------------- | --------------------------------------------------------------------- | --------------------------------------------------------------------- | --------------------------------------------------------------------- | --------------------------------------------------------------------- | --------------------------------------------------------------------- |
| 9-6-2022                                                              | Solna                                                                 | Svezia                                                                | 0 – 1                                                                 | Serbia                                                                | UEFA Nations League 2022-2023 - 1º turno                              | -                                                                     | 42’                                                                   |
| 12-6-2022                                                             | Oslo                                                                  | Norvegia                                                              | 3 – 2                                                                 | Svezia                                                                | UEFA Nations League 2022-2023 - 1º turno                              | -                                                                     | 85’                                                                   |
| 12-1-2023                                                             | Faro                                                                  | Svezia                                                                | 2 – 1                                                                 | Islanda                                                               | Amichevole                                                            | -                                                                     | Cap.                                                                  |
| 16-6-2023                                                             | Solna                                                                 | Svezia                                                                | 4 – 1                                                                 | Nuova Zelanda                                                         | Amichevole                                                            | -                                                                     | 76’                                                                   |
| Totale                                                                |                                                                       | Presenze                                                              | 4                                                                     |                                                                       | Reti                                                                  | 0                                                                     |                                                                       |

| Cronologia completa delle presenze e delle reti in nazionale ― Kosovo under 21 | Cronologia completa delle presenze e delle reti in nazionale ― Kosovo under 21 | Cronologia completa delle presenze e delle reti in nazionale ― Kosovo under 21 | Cronologia completa delle presenze e delle reti in nazionale ― Kosovo under 21 | Cronologia completa delle presenze e delle reti in nazionale ― Kosovo under 21 | Cronologia completa delle presenze e delle reti in nazionale ― Kosovo under 21 | Cronologia completa delle presenze e delle reti in nazionale ― Kosovo under 21 | Cronologia completa delle presenze e delle reti in nazionale ― Kosovo under 21 |
| Data                                                                           | Città                                                                          | In casa                                                                        | Risultato                                                                      | Ospiti                                                                         | Competizione                                                                   | Reti                                                                           | Note                                                                           |
| ------------------------------------------------------------------------------ | ------------------------------------------------------------------------------ | ------------------------------------------------------------------------------ | ------------------------------------------------------------------------------ | ------------------------------------------------------------------------------ | ------------------------------------------------------------------------------ | ------------------------------------------------------------------------------ | ------------------------------------------------------------------------------ |
| 4-9-2020                                                                       | Pristina                                                                       | Kosovo under 21                                                                | 0 – 6                                                                          | Inghilterra under 21                                                           | Qual. Europeo Under-21 2021                                                    | -                                                                              |                                                                                |
| 13-11-2020                                                                     | Pristina                                                                       | Kosovo under 21                                                                | 0 – 1                                                                          | Albania under 21                                                               | Qual. Europeo Under-21 2021                                                    | -                                                                              |                                                                                |
| 17-11-2020                                                                     | Samsun                                                                         | Turchia under 21                                                               | 3 – 0                                                                          | Kosovo under 21                                                                | Qual. Europeo Under-21 2021                                                    | -                                                                              |                                                                                |
| 26-3-2021                                                                      | Doha                                                                           | Qatar under 21                                                                 | 2 – 0                                                                          | Kosovo under 21                                                                | Amichevole                                                                     | -                                                                              |                                                                                |
| 29-3-2021                                                                      | Doha                                                                           | Qatar under 21                                                                 | 2 – 2                                                                          | Kosovo under 21                                                                | Amichevole                                                                     | -                                                                              |                                                                                |
| 8-6-2021                                                                       | Pristina                                                                       | Kosovo under 21                                                                | 2 – 0                                                                          | Andorra under 21                                                               | Qual. Europeo Under-21 2023                                                    | -                                                                              |                                                                                |
| 7-9-2021                                                                       | Milton Keynes                                                                  | Inghilterra under 21                                                           | 2 – 0                                                                          | Kosovo under 21                                                                | Qual. Europeo Under-21 2023                                                    | -                                                                              | cap.                                                                           |
| 7-10-2021                                                                      | Pristina                                                                       | Kosovo under 21                                                                | 0 – 1                                                                          | Rep. Ceca under 21                                                             | Qual. Europeo Under-21 2023                                                    | -                                                                              | cap.                                                                           |
| 12-10-2021                                                                     | České Budějovice                                                               | Rep. Ceca under 21                                                             | 3 – 0                                                                          | Kosovo under 21                                                                | Qual. Europeo Under-21 2023                                                    | -                                                                              | cap.                                                                           |
| 16-11-2021                                                                     | Pristina                                                                       | Kosovo under 21                                                                | 2 – 1                                                                          | Albania under 21                                                               | Qual. Europeo Under-21 2023                                                    | -                                                                              | cap.                                                                           |
| 25-3-2022                                                                      | Pristina                                                                       | Kosovo under 21                                                                | 0 – 0                                                                          | Slovenia under 21                                                              | Qual. Europeo Under-21 2023                                                    | -                                                                              | cap.                                                                           |
| 29-3-2022                                                                      | Maribor                                                                        | Slovenia under 21                                                              | 0 – 0                                                                          | Kosovo under 21                                                                | Qual. Europeo Under-21 2023                                                    | -                                                                              | cap. 90+2’                                                                     |
| Totale                                                                         |                                                                                | Presenze                                                                       | 12                                                                             |                                                                                | Reti                                                                           | 0                                                                              |                                                                                |

## Palmarès

### Club

#### Competizioni nazionali
- Superettan: 1

Halmstad: 2020
- Supercoppa di Bulgaria: 1

Ludogorec: 2024
- Campionato bulgaro: 1

Ludogorec: 2024-2025